# De triffids
De triffids is een hoorspelserie naar The Day of the Triffids (1951) van John Wyndham. Vanaf 2 oktober 1957 werd ze uitgezonden door de BBC. In de vertaling van Alfred Pleiter zond de AVRO ze uit vanaf dinsdag 11 november 1969 (met een herhaling vanaf woensdag 7 januari 1987). De regisseur was Dick van Putten.

## Delen
- Deel 1: Het begin van het einde (duur: 36 minuten)
- Deel 2: Licht in de duisternis (duur: 37 minuten)
- Deel 3: Overleg en chaos (duur: 38 minuten)
- Deel 4: Op dood spoor (duur: 37 minuten)
- Deel 5: De wereld wordt steeds kleiner (duur: 36 minuten)
- Deel 6: Strategische terugtocht (duur: 38 minuten)

## Rolbezetting
- Hans Veerman (Bill Masen)
- Fé Sciarone (Josella Playton)
- Jan Borkus (Umberto Palanguez & Stephen Brennell)
- Harry Bronk (Ellery)
- Frans Somers (de directeur van een oliemaatschappij & kolonel Jacques)
- Han König (de vader van Bill Masen & Iwan Simpson)
- Paul van der Lek (Walter Lucknor & Alf)
- Joke Hagelen (een verpleegster & Lucy)
- Willy Ruys (een chirurg & professor Fawles)
- Johan te Slaa (een caféhouder)
- Hans Karsenbarg (een jongeman & Sid)
- Gerrie Mantel (een meisje & Susan)
- Tine Medema (haar moeder & een vrouw)
- Jos van Turenhout (een blinde, Mac & een man)
- Tonny Foletta (Archer)
- Huib Orizand (Coker)
- Robert Sobels (Michael Beadley)
- Nel Snel (Miss Barr)
- Wiesje Bouwmeester (Miss Durrant)
- Nora Boerman (Vera)
- Dick Scheffer (Dennis)
- Willy Brill (Joyce)
- Corry van der Linden (Mary)
- Rob Geraerds (Torrence)

## Inhoud
Een meteorietenregen doet de hemel over de hele aarde oplichten. Dit veroorzaakt blindheid bij iedereen die ernaar heeft gekeken. Ook ondergaat een plantensoort, de triffids, een plotselinge snelle groei waarna ze metershoge dodende planten blijken te zijn geworden die zich kunnen voortbewegen. Deze planten nemen snel in aantal toe en verspreiden zich over de hele wereld. Een triffidverbouwer heeft een oogoperatie ondergaan vanwege triffidgif in zijn ogen en wordt daardoor niet door blindheid getroffen. Terwijl bijna de gehele wereldbevolking blind is en de menselijke samenleving overal in elkaar stort, zoekt hij met enkele metgezellen een veilig heenkomen belaagd door gevaren van diverse aard. Intussen probeert een wetenschapper op een eiland een middel tegen de triffids te vinden, terwijl ook hij aan diverse triffid-aanvallen blootstaat…